# سامي العطاري
سامي العطاري (1942-7 فبراير 2022) هو قائد قومي ومناضل فلسطيني، ولد في قرية عرابة قرب جنين. شغل منصب عضو القيادة القومية لحزب البعث العربي الاشتراكي والمسؤول السابق لشعبة التنظيم الخارجي في الحزب. وشغل منصب الأمين العام لمنظمة طلائع الحرب الشعبية (الصاعقة). وعضو سابق في اللجنة التنفيذية لمنظمة التحرير الفلسطينية. عرف عنه صلابة المواقف فيما يتعلق بالقضايا الوطنية والقومية.

## وفاته
توفي العطاري بعد معاناة مع المرض في 7 شباط 2022 في دمشق.